# Franz Seraph von Pfistermeister

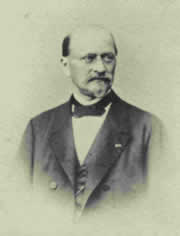
Franz Seraph von Pfistermeister

Franz Seraph Freiherr von Pfistermeister (* 14. Dezember 1820 in Amberg; † 2. März 1912 in München) war Hofsekretär und Staatsrat im Königreich Bayern.

## Leben und Wirken
Nach dem Besuch des Gymnasiums in Amberg begann Franz Seraph Freiherr von Pfistermeister seine Laufbahn in den königlich bayerischen Staatsdiensten als Militärfiskaladjunkt.
Im Jahre 1849 erfolgte seine Berufung in das Hofsekretariat in München.
Bis zum Jahr 1866 war von Pfistermeister dann als Sekretär der Könige Maximilian II. und Ludwig II. tätig.
Wegen seiner Opposition zu Richard Wagner und dessen kostspieliger Förderung durch König Ludwig II. erfolgte 1866 seine Amtsenthebung aus dem „Allerhöchsten unmittelbaren Dienst“. Von 1864 bis 1895 war er als Staatsrat des Königreichs Bayern im Amt. Seine Wohnstätte war von 1881 bis 1912 in der Knöbelstraße in München. Sein denkmalgeschütztes Grab mit Büste befindet sich im alten Südfriedhof in München.